# Adlim Benítez
Adlim Benítez Ramírez (12 marzo 1977) è una schermitrice cubana.

## Carriera
Tra gli altri risultati in carriera, ha conseguito un oro nel fioretto a squadre e un bronzo individuale ai Giochi Panamericani di Winnipeg 1999.

## Palmarès
- Giochi Panamericani:

Winnipeg 1999: oro nel fioretto a squadre e bronzo individuale.